# Kledingmaat

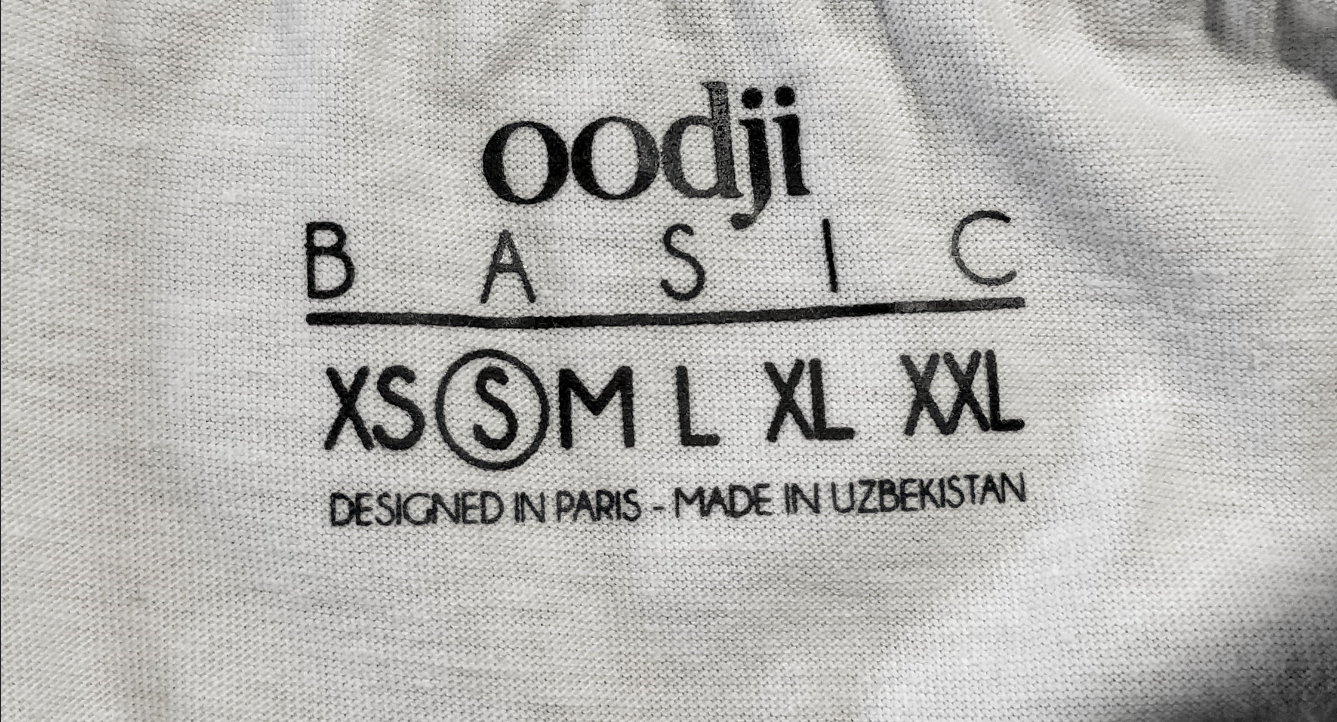
Kledingstuk in internationale maat Small

Een kledingmaat is de labelmaat die gebruikt wordt om confectiekleding in te delen naar grootte. Er zijn wereldwijd verschillende maatsystemen. Meestal is de kledingmaat gekoppeld aan gestandaardiseerde lichaamsafmetingen (zoals lichaamslengte, borst- /heupomvang, beenlengte en armlengte), maar een maatsysteem kan ook de breedte / lengte van het product aangeven (zoals bij broeken). 

## Maatsystemen
De gebruikte maten zijn niet in elk land hetzelfde. In Europa zijn in principe 4 geaccepteerde systemen, namelijk
- het Europese (van oorsprong Duitse) EN 13402-systeem (o.a. in gebruik in Duitsland, Oostenrijk, Zwitserland, Nederland, Scandinavië en Polen)
- het Franse maatsysteem (Frankrijk, België, Portugal en Spanje)
- het Italiaanse systeem
- het Britse systeem

Deze systemen gaan uit van gestandaardiseerde afmetingen van lichaamsdelen.
Dit heeft als gevolg dat kleding met een EU damesmaat 38 uit Duitsland of Nederland qua grootte overeenkomt met maat 40 in bijvoorbeeld België en Frankrijk, met 44 in Italië en 12 in het Verenigd Koninkrijk. Voor mannen en vrouwen van dezelfde lengte worden verschillende maataanduidingen gebruikt. Ook kan het uitmaken uit welk land een kledingstuk afkomstig is: een in Duitsland gemaakt kledingstuk in bijvoorbeeld maat 40 valt in de regel wijder uit dan een Nederlandse maat 40. Deze aanpassing hangt samen met de (gemiddelde) lichaamsbouw van de inwoners van het land.
Voor broeken worden ook 'korte' en 'lange' maten gehanteerd. Het maatcijfer wordt dan gehalveerd of verdubbeld: een broek in maat 46 wordt maat 23 in de versie met dezelfde wijdte maar iets kortere pijpen, en maat 92 voor broeken met langere pijpen voor lange mensen. Dit kan ook worden aangegeven met N46 (Normale maat), K23 (Korte maat) en L92 (Lange maat).
Dit is in het EN-systeem gekoppeld aan de volgende lichaamslengtes:
- Lichaamslengte 164-170 cm: Standaard/normale kledingmaten
- Lichaamslengte <164 cm: Korte kledingmaten
- Lichaamslengte >170 cm: Lange kledingmaten

### Maatsystemen voor specifieke kleding
Er bestaan aparte maten voor jeans/broeken, kinderkleding, overhemden en beha's.

#### Jeans
Voor jeans wordt vaak een systeem gehanteerd waarbij de grootte van het kledingstuk wordt aangegeven: de W/L -maataanduiding, waarbij de W staat voor width (wijdte, dus tailleomvang) en de L voor length (lengte, namelijk binnenbeenlengte). De maataanduiding is in inches. Een broek met maat W30/L32 heeft als taille 30 inches = 76 cm en als binnenbeenlengte 32 inches = 81 cm. De Nederlandse confectiematen 38 (vrouwen) en 46 (mannen) komen hier het dichtst bij in de buurt met de W/L-maten 30/31.

#### Kinderkleding
Voor kinderkleding geldt dat de maat gelijk is aan het aantal centimeters dat een kind lang is. De maat verspringt per 6 centimeter: (..), 74, 80, 86, 92, 98, 104, 110, 116 oplopend tot 182.

#### T-shirts
Voor bijvoorbeeld T-shirts en andere kleding waarbij de pasvorm niet exact aan lichaamsmaten gekoppeld hoeft te zijn, en die in grote hoeveelheden voor de wereldwijde markt geproduceerd wordt gebruikt men de internationale aanduiding (X = extra) S (small), M (medium), L (large), XL (extra large), 2XL (double extra large) en 3XL, 4XL enzovoort.

#### Overhemden
Voor overhemden wordt in België en Nederland de maat weergegeven met de boordmaat (omtrek van de nek in centimeters plus 1) of met de internationale aanduiding. Het verband tussen de aanduidingen staat in deze tabel:
| Internationale maat | Boordmaat |
| ------------------- | --------- |
| S                   | 37-38     |
| M                   | 39-40     |
| L                   | 41-42     |
| XL                  | 43-44     |
| XXL                 | 45-46     |
| XXXL                | 47-48     |
| 4XL                 | 49-50     |
| 5XL                 | 51-52     |
| 6XL                 | 53-54     |
| 7XL                 | 55-56     |
| 8XL                 | 57-58     |
| 9XL                 | 59-60     |
| 10XL                | 61        |

Daarnaast vindt men nog regular fit en slim fit voor normale en strakkere pasvorm.

#### Beha's
Voor beha's bestaat een apart maatsysteem, bestaand uit een letter die de cupmaat aangeeft en een getal dat de band- of omvangsmaat (onder de borsten) aangeeft.

## EN 13402
In de Europese standaard EN 13402 zijn de belangrijkste lichaamsmaten (in centimeters) als volgt vastgelegd:

### Dames
| Confectiemaat (EU/NL)    | -  | -  | 32 | 34 | 36 | 38 | 40  | 42  | 44  | 46  | 48  | 50  | 52  | 54  | 56  | 58  | 60  | 62  |
| Bovendeel (borstwijdte)  | 68 | 72 | 76 | 80 | 84 | 88 | 92  | 96  | 100 | 104 | 110 | 116 | 122 | 128 | 134 | 140 | 146 | 152 |
| Middel (tailleomvang)    | 52 | 56 | 60 | 64 | 68 | 72 | 76  | 80  | 84  | 88  | 94  | 100 | 106 | 112 | 118 | 124 | 130 | 136 |
| Onderwijdte (heupomvang) | 76 | 80 | 84 | 88 | 92 | 96 | 100 | 104 | 108 | 112 | 117 | 122 | 127 | 132 | 137 | 142 | 147 | 152 |

### Heren
| Confectiemaat (EU/NL)    | 42 | 44 | 46 | 48 | 50  | 52  | 54  | 56  | 58  | 60  | 62  | 64  | 66  | 68  |
| Bovendeel (borstwijdte)  | 84 | 88 | 92 | 96 | 100 | 104 | 108 | 112 | 116 | 120 | 126 | 132 | 138 | 144 |
| Middel (tailleomvang)    | 72 | 76 | 80 | 84 | 88  | 92  | 96  | 100 | 104 | 108 | 114 | 120 | 126 | 132 |
| Onderwijdte (heupomvang) | 86 | 90 | 94 | 98 | 102 | 106 | 110 | 114 | 118 | 122 | 128 | 134 | 140 | 146 |

## Internationale vergelijking
Vergelijking van de EN-damesmaten met andere maatsystemen in Europa en de VS:
| Internationale maat                   | XXS | XXS | XS | XS | S  | S  | M  | M  | L  | L  | XL | XL |
| ------------------------------------- | --- | --- | -- | -- | -- | -- | -- | -- | -- | -- | -- | -- |
| EN 13402-3 Confectiemaat (EU/NL)      | -   | -   | 32 | 34 | 36 | 38 | 40 | 42 | 44 | 46 | 48 | 50 |
| Confectiemaat F/BE e.a. (EU + 1 maat) |     |     | 34 | 36 | 38 | 40 | 42 | 44 | 46 | 48 | 50 | 52 |
| Confectiemaat Italië (EU + 3 maten)   |     |     | 38 | 40 | 42 | 44 | 46 | 48 | 50 | 52 | 54 | 56 |
| Confectiemaat VK                      |     |     | 6  | 8  | 10 | 12 | 14 | 16 | 18 | 20 | 22 | 24 |
| Confectiemaat VS                      |     |     | 2  | 4  | 6  | 8  | 10 | 12 | 14 | 16 | 18 | 20 |

### Verschillen per kledingmerk
In de praktijk blijkt dat kledingmerken maatsystemen vaak aanpassen. Dit kan samenhangen met de doelgroep, zoals bijvoorbeeld kleding voor tieners. Voor meisjes van 13 - 18 jaar wordt soms dezelfde maataanduiding gebruikt als voor volwassenen, waarbij de gehanteerde afmetingen van de borst-, taille- en heupomvang kleiner zijn dan in bovenstaande EN-tabel.
Als een label geen kleding in grote maten verkoopt, wordt vaak het systeem (damesmaten) S = EU36, M = EU38, L = EU40, XL = EU42, 2XL = EU44 en 3XL = EU46 (als grootste maat) gehanteerd.
Ook het internationale XS/XL-systeem kan aangepast worden aan de lichaamsbouw van de bevolking van het land waarvoor het kledingstuk gemaakt wordt. Zo valt kleding gemaakt voor de Aziatische markt met dit maatsysteem meestal (veel) kleiner uit dan kledingstukken geproduceerd voor de Westerse markt.